# Голова медузи (медицина)
Голова медузи (також Caput medusae) — симптом деяких хвороб і патологічних станів, який проявляється появою роздутих і наповнених поверхневих епігастральних вен, що йдуть від пупка через стінку черевної порожнини і чітко візуально видні при огляді хворого.

## Етимологія
Назва симптому (лат. caput medusae — голова медузи) походить від очевидної схожості з головою одного з персонажів давньогрецької міфології горгони Медузи, на голові якої замість волосся були отруйні змії. У клінічній практиці зазвичай велика буква «М» у написанні назви симптому опускається.

## Причина
Виникає внаслідок розширення навколопупкових вен (paraumbilical vein), які є анастомозом між венами передньої черевної стінки і ворітної, підчеревної та клубової венами печінки. Вони переносять насичену киснем кров від матері до плода внутрішньоутробно і закриваються протягом одного тижня після народження. Навколопупкові вени реканалізуються через виникнення портальної гіпертензії, яка є наслідком будь-якого за причиною декомпенсованого цирозу печінки. Портальна гіпертензія також може сформуватися при синдромі та хворобі Бадда — Кіарі, кардіоміопатії, рестриктивному перикардиті, захворюваннях серця з ураженням клапанів. Тривала компенсація портальної гіпертензії досягається шляхом розвитку колатералей, що забезпечують відтік крові із системи ворітної вени, в обхід печінки, у басейнах верхньої та нижньої порожнистих вен. Утворюються порто-портальні анастомози, які відновлюють потік крові з відділів портальної системи, розміщені нижче блоку у внутрішньопечінкових гілках портальної вени, або ж порто-кавальні анастомози, які забезпечують відтік крові із системи ворітної вени у басейни верхньої та нижньої порожнистої вен в обхід печінки. Збільшення колатеральної циркуляції внаслідок градієнта між високим тиском у ворітній системі та низьким у системній венозній, пошкоджує судини численних ділянок, в тому числі, й на передній черевній стінці.